# Exodeoxiribonucleasa III
La exodeoxiribonucleasa III (EC 3.1.11.2) es una enzima nucleasa que cataliza la reacción de rotura exonucleolítica de deoxinucleótidos en la dirección 3' → 5' para formar nucleósido-5'-fosfatos. Los nombres alterntivos de esta enzima son exonucleasa III y E.coli exonucleasa III.
Tiene preferencia por el ADN de cadena doble. Tiene actividad endonucleolítica cerca de los sitios apurínicos del ADN. Una enzima similar es la exonucleasa de la Haemophilus influenzae.
Las exodeoxiribonucleasas III presentes en el ser humano son:
- Proteínas de punto de control del ciclo celular RAD1 y RAD9A.
- 3' exonucleasas de reparación TREX 1 y TREX2.